# Amr Waked

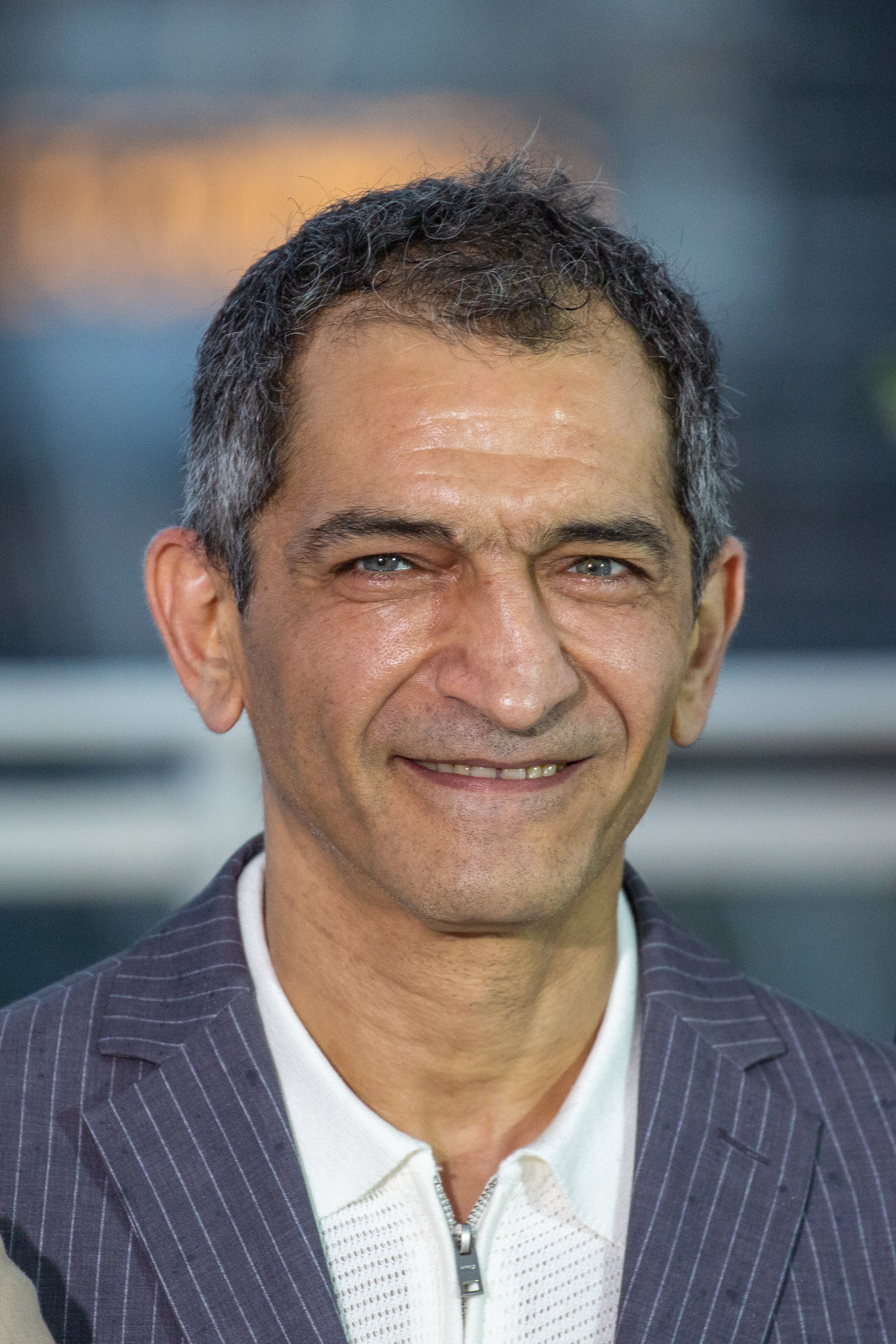
Amr Waked (2025)

Amr Waked (arabisch عمرو واكد, DMG ʿAmr Wākid; * 12. April 1973 in Kairo, Ägypten) ist ein ägyptischer Film- und Theaterschauspieler. Bekannt wurde er durch die Filme Syriana, Lachsfischen im Jemen und Lucy.

## Leben und Karriere
Amr Waked studierte an der American University in Cairo und begann danach eine Karriere am Theater. Obwohl Waked ursprünglich Börsenmakler werden wollte und die Schauspielerei nur als Nebenjob ausübte, entschied er sich schließlich doch für eine Laufbahn als Schauspieler. Außerdem beteiligte er sich an der Revolution in Ägypten 2011.
Von 1992 bis 2002 war Waked an verschiedenen Theatern tätig und spielte dabei einige Hauptrollen. Er tritt seit Jahren in herausragenden Filmen seines Heimatlands auf und wurde dafür mit einigen Preisen ausgezeichnet. Unter anderem war Waked in Gannat al shayateen, Dail el samakah, Dam el ghazal, Il padre e lo straniero und 2012 in dem Film El sheita elli fat zu sehen.
2005 spielte Amr Waked in Syriana die Hauptrolle des Mohammed Sheik Agiza, wo er erste Bekanntheit im westlichen Teil der Welt erlangte. Weiter war er 2008 in einer Nebenrolle in der Fernsehserie Die Husseins: Im Zentrum der Macht zu sehen. 2011 spielte er eine kleine Nebenrolle in dem Film Contagion. Im selben Jahr erlangte er größere Popularität durch den für einen Golden Globe nominierten Film Lachsfischen im Jemen. Hier spielt er die Hauptrolle des Scheichs Muhammad ibn Zaidi bani Tihama an der Seite von Ewan McGregor und Emily Blunt, unter dem Regisseur Lasse Hallström. 2014 folgte für ihn die Nebenrolle des Polizisten Pierre del Rio in dem Film Lucy, mit Scarlett Johansson in der Hauptrolle.
2014 spielte er in der von Netflix ausgestrahlten Serie Marco Polo die Hauptrolle des Yusuf. 2017 war er in der Serie Riviera zu sehen.

## Filmografie
- 1999: Gannat al shaanyateen
- 2001: Lilly
- 2001: Ashab wala business
- 2003: Dail el samakah
- 2003: Sahar el layaly
- 2004: Ahla al awkat
- 2004: Men nazret ain
- 2004: Khalty Faransa
- 2004: Tito
- 2004: Sib wana sib
- 2005: Kalam fel hob
- 2005: Dam el ghazal
- 2005: Syriana
- 2006: Children of Streets
- 2007: Lahzat harega (Fernsehserie) (4 Episoden)
- 2008: Das Aquarium (Genenet al asmak)
- 2008: Die Husseins: Im Zentrum der Macht (House of Saddam; Fernsehserie, 3 Episoden)
- 2008: The Shooting of Thomas Hurndall (TV-Film)
- 2009: Al gondorji
- 2009: Ibrahim Labyad
- 2009: Al Mosafer
- 2010: The Road to Atalia
- 2010: Reesh Naam
- 2010: Al-Gamaa'a
- 2010: Il padre e lo straniero
- 2010: Ayza Atgawez
- 2011: Hekayet ElThawra
- 2011: Doors of Fear – Abwab El Khouf
- 2011: Contagion
- 2011: Lachsfischen im Jemen (Salmon Fishing in the Yemen)
- 2012: El sheita elli fat
- 2012: Engrenages (Fernsehserie, 7 Folgen)
- 2013: Der Flug der Störche (Flight of the Storks; Fernsehzweiteiler)
- 2013: Odysseus – Macht. Intrige. Mythos. (Odysseus; Fernsehzweiteiler)
- 2014: Colt 45
- 2014: El Ott
- 2014: Lucy
- 2014: Marco Polo (Webserie)
- 2017: Riviera (Fernsehserie)
- 2017: Geostorm
- 2020: Wonder Woman 1984
- 2023: Firebrand
- 2025: Urchin
- 2025: Eagles of the Republic

## Theaterstücke
- 1992: Afareet Hamza We Fatma als Hamza
- 1992: Vinegar Tom als Der Teufel
- 1993: Crimes Of The Heart als Doc
- 1993: Al Ghaba Al Saeeda als The Fox
- 1994: Tales From Agabad als Held
- 1994: Compass Berserk als Montigu
- 1994: The Bus als Ahmed
- 1995: Oedipus The President als Prometheus
- 2000: Al Ze'ab Yohaddid Al Madinah als Journalist
- 2002: Shabab Rewish Tahn als Ahmed

## Auszeichnungen
- 1999: Alexandria International Film Festival - „Bester Nebendarsteller“ Gannat al shayateen
- 2003: Alexandria International Film Festival - „Bester  Hauptdarsteller“ Dail el samakah
- 2006: Cairo National Festival for Egyptian Cinema - „Horus Award als Bester Nebendarsteller“ Dam el ghazal
- 2006: Cairo International Film Festival - „Special Award“ Syriana
- 2010: Cairo International Film Festival - „Bester Hauptdarsteller“ Il padre e lo straniero
- 2010: Cairo National Festival for Egyptian Cinema - „Horus Award als Bester Nebendarsteller“ Ibrahim Labyad
- 2012: Cairo International Film Festival - „Special Mention“ El sheita elli fat
- 2012: Dubai International Film Festival - „Muhr Arab Award als Hauptdarsteller“ El sheita elli fat
- 2012: Montpellier Mediterranean Film Festival - „Golden Antigone“ El sheita elli fat